# Legato

En legatobåge.

Legato (italienska "sammanbundet") är en musikterm som innebär att tonerna ska bindas, det ska alltså vara en mycket liten eller ingen paus mellan dem. Legato markeras i notskrift med en legatobåge.
Legato kan även innebära en teknik på stränginstrument där man låter vänsterhandens fingrar spela utan anslag vid varje ton.
Termen legatissimo uttrycker kravet "så bundet som möjligt".